# Jamielna
Jamielna (także Dopływ spod Jemielnych) – struga płynąca przez teren gmin Borowie, Stoczek Łukowski, Wodynie i Latowicz, lewy dopływ strugi Jemielne stanowiącej odnogę rzeki Świder.
Struga wypływa 1 km na południowy zachód od wsi Jamielne i przepływa przez wsie: Jamielne, Kochany, Oleksianka. Uchodzi pomiędzy Strachominem a Rozstankami (przysiółek miasta Latowicz).